# Kamelovratnice
Kamelovratnice (znanstveno ime Raphidioptera) so red žuželk z okoli 200 opisanimi vrstami, ki jih najlaže prepoznamo po podaljšanem predprsju (protoraksu), ki tvori nekakšen vrat. Po morfoloških značilnostih so drugače podobne pravim mrežekrilcem.
Kamelovratnice so po klasični taksonomiji obravnavali kot podred mrežekrilcev, danes pa imajo status samostojnega reda, saj se kljub podobnosti od njih razlikujejo po nekaj ključnih značilnostih. Skupino kamelovratnic, pravih mrežekrilcev in velekrilcev (mrežekrilce v širšem pomenu besede) tako obravnavamo na nivoju nadreda Neuropteroidea.

## Telesne značilnosti
Imajo vitko telo, navadno temnih barv. Na glavi imajo dobro razvite sestavljene oči, ki jih lahko spremljajo tri očesca, nitaste tipalnice in naprej usmerjene obustne okončine, izoblikovane v grizalo. Najopaznejši del oprsja je prvi člen, predprsje (protoraks), ki je podaljšan in tvori dolg, vitek vrat, glava je na njem zelo gibljiva. Sprednji par nog izrašča iz njegovega zadnjega dela. Ostala dva člena nosita vsak po par nog in po par velikih, dobro ožiljenih kril, ki jih kamelovratnice med mirovanjem zlagajo strehasto. Podobna so krilom pravih mrežekrilcev – so prozorna, žile ob robu razcepijo. Na sprednjem robu kril blizu konice je opazna rumena, črna ali bela pika (pterostigma). Zadek je sestavljen iz desetih členov, pri samicah se konča z dolgim ovipozitorjem, pri samcih pa s kompleksno zgrajenimi genitalijami.
Imajo nepopolno preobrazbo. Ličinke so podolgovate in sploščene, imajo kratke tipalnice in pet do sedem parov očesc, poleg tega pa še čeljusti, podobne odraslim. Glava in prvi člen oprsja sta trdna, preostali del telesa pa je mehkejši. Zadek ličink je sestavljen iz desetih členov.

## Življenje
Vse vrste so popolnoma kopenske. Samica s pomočjo ovipozitorja izleže jajčeca v špranje v lubju ali med rastlinje, pri nekaterih vrstah tudi med skale. Ličinke lovijo druge majhne žuželke. Stadij ličinke traja od enega do tri leta, med tem se živali  levijo tudi do petnajstkrat. Stadij bube traja okoli deset mesecev, bube so za razliko od večine ostalih žuželk zelo aktivne in spominjajo na odrasle živali z zasnovami za krila.
Odrasle živali so samotarske, družijo se samo med parjenjem. So razmeroma slabi letalci, zato jih najdemo večinoma v bližini kraja, kjer so se zabubili. Lovijo druge žuželke, predvsem majhne in šibke, tako da kot kača iztegnejo vrat in jih zgrabijo v letu.

## Ekologija
Kamelovratnice najdemo v Severni Ameriki, Evraziji in delu severne Afrike. Na zahodu se območje njihove razširjenosti razteza od severa ZDA do juga Mehike, v Evraziji pa so razširjeni v gozdovih, južno do goratih predelov Maroka, severne Alžirije in Tunizije, prek Izraela, Sirije, Iraka ter severne Indije do Tajske in Tajvana. Najraje imajo gozdnate predele v krajih z zmernim podnebjem, najdemo jih tako ob morju, kot na nadmorskih višinah 3000 m in več. 
Pomen za človeka ni bistven. Poskušali so jih uporabljati za biološki nadzor škodljivcev v vrtovih, vendar se zaradi specializiranosti na točno določeno vrsto plena in dolgotrajnega razvoja niso obnesle.

## Sistematika
Kamelovratnice so zaradi vseh morfoloških posebnosti nedvomno monofiletska skupina. Podaljšan vrat imajo sicer tudi predstavniki družine zapončic (Mantispidae), ki sodijo med prave mrežekrilce, vendar njihove sprednje noge, ki so podobne tistim pri bogomolkah, izdajajo da ne gre za sorodno skupino. Brezpikčastooke kamelovratnice (Inoceliidae) se razlikujejo od pravih (Raphidiidae) po debelejših tipalnicah in večji, temnejši pterostigmi.

### Kamelovratnice v Sloveniji
Za Slovenijo je znanih 8 vrst, od tega 7 iz družine pravih kamelovratnic (Raphidiidae). Najpogostejši sta mnogožilna kamelovratnica (Phaeostigma notata) in rumenonoga kamelovratnica (Dichrostigma flavipes), zelo redka pa navadna kamelovratnica (Raphidia ophiopsis). Iz družine brezpikčastookih kamelovratnic (Inocelliidae) pa v Sloveniji živi Brauerjeva kamelovratnica (Parainocellia braueri).